# Dach naczółkowy

Dach naczółkowy

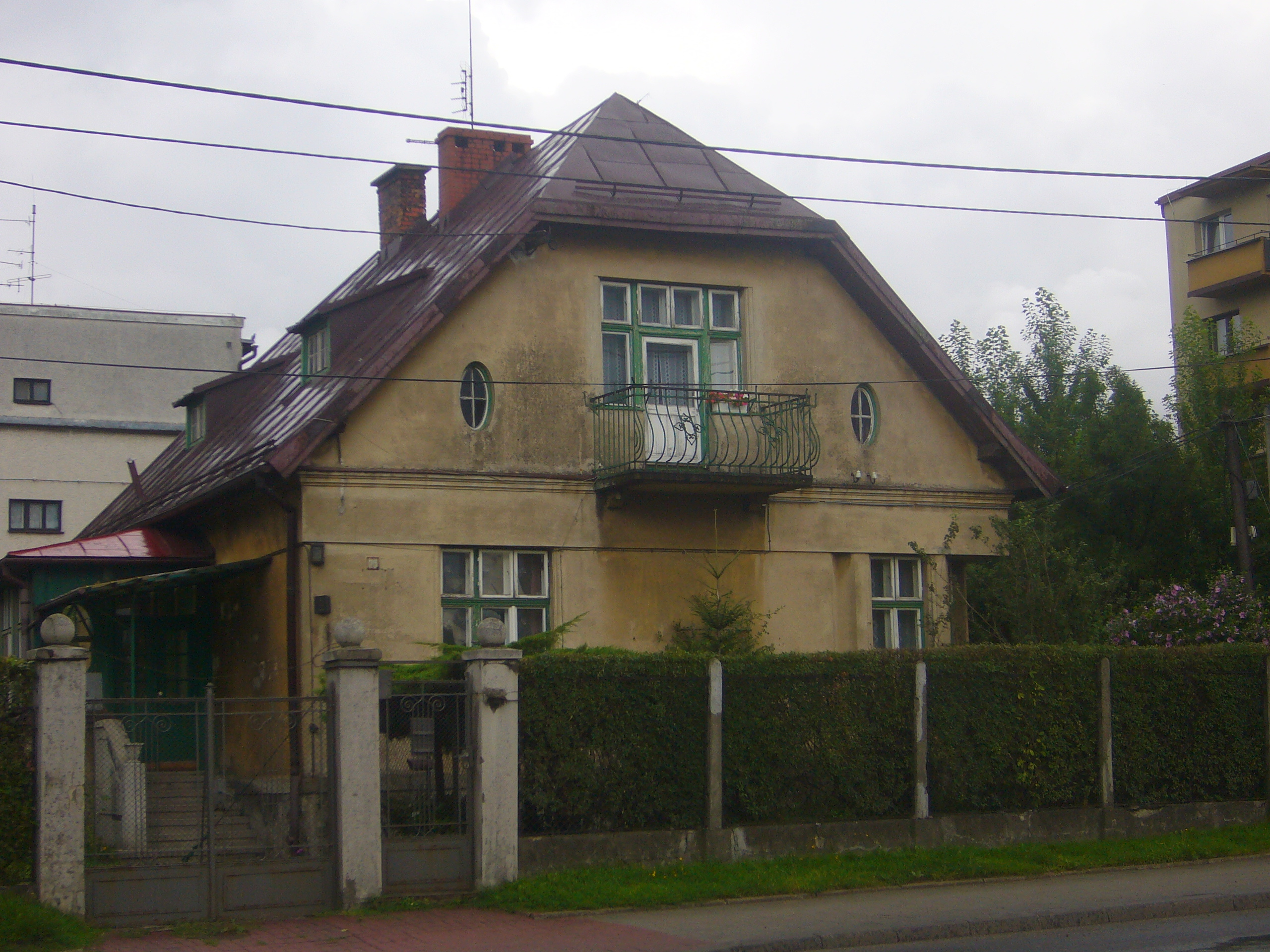
Dom z dachem naczółkowym

Dach naczółkowy – dach dwuspadowy z dodatkowymi, niewielkimi, trójkątnymi połaciami (zwanymi naczółkami) umieszczonymi ukośnie w górnej części ścian szczytowych.